# Romanosoma odici
Romanosoma odici är en mångfotingart som beskrevs av Ceuca 1974. Romanosoma odici ingår i släktet Romanosoma och familjen Haaseidae. Inga underarter finns listade i Catalogue of Life.